# Kurt Nicoll
Kurt Nicoll (Cambridge, 15 novembre 1964) è un pilota motociclistico britannico ex-crossista partecipante al campionato AMA Supermoto, dove ha vinto un titolo Unlimited (over 450cc) nel 2004 su KTM. È stato uno dei più anziani superider nel campionato AMA Supermoto e si è ritirato dall'attività agonistica nel 2010.

## Carriera
Figlio del campione di motocross Dave Nicoll, ha seguito le orme del padre, riuscendo a cogliere risultati anche più prestigiosi e vivendo una carriera lunghissima.
Si è affacciato a grandi livelli nel mondiale 500 a metà degli anni '80 (quando la mezzo litro era a tutti gli effetti la classe regina del cross) e, pur non riuscendo a conquistare il titolo di campione, è arrivato per ben 4 volte secondo: nel 1987 e 1988 su Kawasaki, nel '90 e nel '92 su KTM. Suoi grandi avversari sono stati campioni del calibro di Eric Geboers, Dave Thorpe, Georges Jobé, Andrè Malherbe, Håkan Carlqvist, Jacky Martens e tanti altri piloti entrati nella leggenda del motocross, con cui Nicoll si batteva da pari a pari. In particolare all'inizio degli anni '90 Kurt sembrava finalmente pronto e maturo a centrare il tanto agognato alloro iridato; nel 1991, però, ha dovuto abbandonare a campionato in corso per un grave infortunio e nel 1992 si è dovuto scontrare con il campione in carica Jobé, finendo sconfitto, dopo 36 manche, per soli 2 punti.
Demotivato da quest'ultima, bruciante delusione, nel 1993 Nicoll ha abbandonato la 500 ed è passato alla 250 (che nel frattempo era divenuta la nuova classe regina), confrontandosi di nuovo con i migliori piloti del mondiale (Stefan Everts, Greg Albertyn, Donny Schmit, Alex Puzar, Trampas Parker, Marnicq Bervoets, Yves Demaria) e cogliendo ancora ottimi risultati; nel 1994 è entrato nella storia del cross britannico, trascinando la sua nazionale alla vittoria nel Motocross delle Nazioni in sella ad una Honda 500. Nel 1997 è tornato alla classe 500 per un ultimo assalto al titolo, senza successo, ed a fine stagione ha chiuso la carriera da pilota a tempo pieno con una vittoria di manche al Cross delle Nazioni di quell'anno.
È rimasto comunque nell'ambiente del motocross in qualità di team manager della KTM. Ha continuato ad allenarsi in moto e nel 2001 (ormai trentasettenne) ha deciso di tornare in gara "una tantum" al GP di Svizzera classe 500, chiudendo al settimo posto; l'ottima impressione destata lo ha portato addirittura ad essere nuovamente convocato nella squadra inglese per il Motocross delle Nazioni di fine stagione, in cui non ha affatto sfigurato.
Le grandi sfide di cui si è reso protagonista, la longevità della carriera ad alti livelli, la tenacia, il coraggio e la capacità di andare forte su qualsiasi tipo di terreno hanno fatto di Kurt Nicoll uno dei piloti più forti e completi della sua generazione; senza dubbio uno dei più grandi a non aver mai vinto un titolo mondiale individuale.
Nel 2002 è passato al Supermotard e successivamente è diventato team manager di KTM Red Bull Factory nel Mondiale Supermoto. Nel 2003 si è trasferito negli Stati Uniti per correre nel Campionato AMA Supermoto e fare da team manager alla squadra KTM americana.
Nel 2007 e 2008 ha corso, seppur non a tempo pieno, nel Team KTM Red Bull HMC. Nel 2009 è tornato in sella per correre su KTM il Campionato AMA Supermoto Unlimited, vincendolo.

## Palmarès
| Mondiali motocross      |      |                       |
| Argento                 | 1987 | Mondiale classe 500cc |
| Argento                 | 1988 | Mondiale classe 500cc |
| Argento                 | 1990 | Mondiale classe 500cc |
| Argento                 | 1992 | Mondiale classe 500cc |
| Motocross delle Nazioni |      |                       |
| Oro                     | 1994 | Mondiale MXdN         |
| Bronzo                  | 1997 | Mondiale MXdN         |

## Altri risultati
- 1989: 4º posto Campionato del Mondo Motocross 500cc (su Kawasaki)
- 1991: 9º posto Campionato del Mondo Motocross 500cc (su KTM)
- 1993: 4º posto Campionato del Mondo Motocross 250cc (su Honda)
- 1994: 5º posto Campionato del Mondo Motocross 250cc (su Honda)
- 1995: 4º posto Campionato del Mondo Motocross 250cc (su Honda)
- 1997: 4º posto Campionato del Mondo Motocross 500cc (su KTM)
- 2001: 26º posto Campionato del Mondo Motocross 500cc (su KTM)
- 2002: 17º posto Campionato del Mondo Supermoto (su KTM)
- 2002: 11º posto Guidon D'or di Parigi (su KTM)
- 2003: 13º posto Campionato Austriaco Supermoto (1 gara su 5) (su KTM)
- 2003: 4º posto Campionato AMA Supermoto (su KTM)
- 2003: 3º posto Campionato AMA Supermoto Unlimited (su KTM)
- 2003: 8º posto generale Supermoto delle Nazioni (Team England) (su KTM)
- 2003: 11º posto Guidon D'or di Parigi (su KTM)
- 2004: 5º posto Campionato AMA Supermoto (su KTM)
- 2004: Campione AMA Supermoto Unlimited (su KTM)
- 2004: 44º posto Campionato del Mondo Supermoto (1 GP su 9) (su KTM)
- 2004: 2º posto Guidon D'or di Parigi (su KTM)
- 2005: 4º posto Campionato AMA Supermoto (su KTM)
- 2005: 5º posto X-Games Supermoto di Los Angeles (su KTM)
- 2006: 7º posto Campionato AMA Supermoto (su KTM)
- 2006: 20º posto X-Games Supermoto di Los Angeles (su KTM)
- 2007: 2º posto Campionato AMA Supermoto Unlimited (su KTM)
- 2008: 8º posto Navy Moto-X World Championship (su KTM)
- 2008: 7º posto Campionato AMA Supermoto Unlimited (3 gare su 6) (su KTM)
- 2009: Campionato AMA Supermoto Unlimited (su KTM)
- 2009: 13º posto X-Games Supermoto di Los Angeles (su KTM)